# 板村智幸
板村智幸（日语：／ Itamura Tomoyuki），日本男性動畫師、動畫演出家、動畫導演。

## 人物簡介
最初成為動畫師時的所屬公司是OLM，一直負責繪製動畫。後來期望在作品演出方面深入發展而轉職至SHAFT，備受提攜。於2011年為《魔法少女小圓》製作片頭曲動畫時曾被同公司導演新房昭之讚揚，並自2012年作品《偽物語》開始，更上一層成為《物語系列》動畫實際上的最高執行導演。2018年因著SHAFT內部工作編配問題離職，成為自由身動畫師。後參與BONES作品為主，於2021年被提舉為作品單一導演。

## 作品列表

### 電視動畫
2002年
- 神奇寶貝 Side Story（－2004年，動畫）
- 神奇寶貝超世代（－2006年，動畫）

2005年
- 藍色潮痕（日语：タイドライン・ブルー）（動畫）
- 強殖裝甲加爾巴（－2006年，動畫）
- ToHeart2（－2006年，動畫）

2006年
- 受讚頌者（動畫）
- 怪醫美女RAY THE ANIMATION（分鏡）
- 神奇寶貝鑽石&珍珠（－2010年，動畫）

2007年
- 帝托拉傳奇（－2008年，動畫）
- 絕望先生（分鏡）

2008年
- 俗·絕望先生（分鏡、演出、原畫）
- 向陽素描×365（演出）
- ef - a tale of melodies.（分鏡、第二原畫）

2009年
- 瑪莉亞狂熱（分鏡、演出）
- 懺·絕望先生（分鏡）
- 化物語（分鏡、演出、演出協力、原畫）

2010年
- 荒川爆笑團（分鏡、演出）
- 女僕咖啡廳（分鏡、演出、原畫）
- 荒川爆笑團 The Bridge×Bridge（2010年，分鏡）

2011年
- 魔法少女小圓（OP分鏡&演出）
- 電波女&青春男（分鏡、演出、原畫）

2012年
- 偽物語（系列導演[2]、分鏡、演出、原畫）
- 貓物語（黑）（導演[3]、分鏡、演出、原畫）

2013年
- 物語系列 第二季（－2014年，導演[4]、分鏡、演出、原畫）

2014年
- 憑物語（導演[5]、分鏡、演出、原畫）

2015年
- 終物語（導演[6]、分鏡、演出）

2016年
- 3月的獅子（演出）

2019年
- 卡羅爾與星期二（分鏡）
- 籃球少年王（分鏡）

2021年
- 哥斯拉 奇異點（分鏡）
- 瓦尼塔斯的手札（導演[7][8]、分鏡）

2022年
- 徹夜之歌（導演[9]）

### 電影動畫
2005年
- 劇場版 神奇寶貝：夢幻與波導的勇者 路卡利歐（動畫）

2006年
- 劇場版 動物之森（動畫）

2007年
- 劇場版 神奇寶貝：決戰時空之塔 帝牙盧卡VS帕路奇犽VS達克萊伊（動畫）

2012年
- 劇場版 魔法少女小圓 ［前篇］起始的物語／［後篇］永遠的物語（OP分鏡&演出）

### 其它
2016年
- 曆物語（導演、演出）－限於iOS、Android發佈的短篇動畫。

2020年
- SUPER SHIRO（日语：SUPER SHIRO）（分鏡）

## 相關項目
- OLM
- SHAFT
- 日本動畫師列表